# Jaka Blažič
Jaka Blažič (Jesenice, Eslovenia, 30 de junio de 1990) es un jugador de baloncesto esloveno. Juega de alero y actualmente pertenece a la plantilla del KK Cedevita Olimpija de la ABA Liga.

## Trayectoria
Jaka acumula más de medio centenar de partidos en la élite europea, militando en el Estrella Roja de Belgrado y anteriormente en el KK Union Olimpija de su país natal. La temporada 2014/15 disputó un total de 24 encuentros Euroleague en los que promedió 9 puntos, tres rebotes y una asistencia.
En septiembre de 2015, el alero de 1.96 metros de altura refuerza el juego exterior de Saski Baskonia.
Y en julio de 2017 el jugador se incorpora a las filas de Morabanc Andorra.

Tras un año en Andorra, en agosto de 2018 se hace oficial su fichaje por el Fútbol Club Barcelona por una temporada.
[actualizar]

## Selección nacional
Representó a su país en el Eurobasket 2013 y la Copa Mundial de Baloncesto de 2014.
Blazic disputó el Eurobasket 2015, donde su selección cayó en octavos de final ante Letonia, finalizando así su participación en un torneo en el que promedió 13 puntos, 3,8 rebotes y 1 asistencia en 26 minutos por partido.
El jugador fue parte de la selección eslovena, que consiguió la medalla de oro en el EuroBasket 2017.
En verano de 2021, fue parte de la selección absoluta eslovena que participó en los Juegos Olímpicos de Tokio 2020, que quedó en cuarto lugar.
En septiembre de 2022 disputó con el combinado absoluto esloveno el EuroBasket 2022, finalizando en sexta posición.
Durante agosto y septiembre de 2023 fue integrante de la selección de Eslovenia que participó en el Mundial de 2023 celebrado en Asia, y que finalizó en séptimo lugar.

## Palmarés

### Estrella Roja de Belgrado
- Liga de Serbia (1): 2015
- ABA Liga (1): 2015
- Copa de Serbia (1): 2015

### FC Barcelona
- Copa del Rey (1): 2019